# Parc national de Neora Valley
Le parc national de Neora Valley (Neora Valley National Park en anglais et নেওড়া উপত্যকা জাতীয় উদ্যান en bengali) est situé dans l'État du Bengale-Occidental en Inde. Situé dans le district de Darjeeling, dans l'Himalaya, Neora Valley est vouée à la protection de l'écosystème multiple de l'Himalaya oriental, en effet les biotopes sont divers dans la région, allant des forêts subtropicales aux prairies alpines de montagne. C'est un lieu où est protégée une population de panda roux.